# Compressor de lóbulos
Os compressores são equipamentos industriais eletromecânicos configurados para captar o ar admitido nas condições atmosféricas e, em seguida, armazena-lo em alta pressão num reservatório adequado. Em suma, são utilizados a fim de aumentar a pressão do ar. Eles são classificados em: Deslocamento positivo e Deslocamento Dinâmico. Os compressores de deslocamento positivo trabalham com auxílio de rotação assim como do movimento alternado do pistão, enquanto que os dinâmicos trabalham no princípio rotacional de trabalho. Dentre os diversos tipos de compressores que podemos encontrar no mercado, temos o compressor de lóbulos ou também conhecido por Roots.

## Príncipio de funcionamento
O compressor de lóbulos ou roots é um equipamento classificado na categoria deslocamento positivo e, por sua vez, apresenta dois rotores que giram em sentido inverso, condicionando uma folga não tanto significativa no ponto de tangencia entre si e com relação à carcaça. Dessa forma o ar entra pela sucção, assim, ocupando a câmara de compressão e sendo liberado na abertura de descarga pelos rotores. Esses rotores tem por função, basicamente, transferir o ar de uma região de baixa pressão até uma de alta pressão. É de grande valia ressaltar que os roots não possuem compressão interna, peculiaridade que não se aplica aos compressores volumétricos.

## Características
Levando em consideração a aplicação de cada compressor e a atividade que irá desenvolver, suas características físicas podem variar. No caso do compressor de lóbulos, ele apresenta as seguintes especificidades: não possui pistão rotativo; não necessita de lubrificação; o ar é isento de óleo; sensível com pó e areia; seus rotores possuem dois ou três lóbulos; sendo que um de três tende a pulsar menos que um de dois; o de três lóbulos apresenta melhores resultados em virtude de sua construção complexa; rendimento não muito alto; tendo como sua principal característica a entrega de um volume constante a cada revolução. Este tipo de compressor leva o ar da admissão para a descarga a pressão constante, não havendo compressão interna. Porém só haverá no momento em que o "pacote" de ar é entregue na descarga, uma vez que a demanda de ar do motor é menor que a capacidade deslocada pelo compressor.

### Vantagens
- Ar ou gás bombeados são isentos de óleo
- Capacidade praticamente constante com o variar da pressão
- Execução robusta e folgas reduzidas permitem funcionamento em pressões até 1 bar
- Manutenção mínima,economia operacional, durabilidade elevada
- Melhor rendimento no serviço
- Melhor funcionamento

### Desvantagens
- Baixa capacidade de compressão
- Apresentam um rendimento volumétrico muito baixo

## Campo de Aplicação
Os compressores do tipo "roots são largamente aplicados em transportes pneumáticos bem como na sobrealimentação dos motores a diesel, agitação de banhos de galvanoplastia, aeração no tratamentos de águas e esgotos com sistema de ar difuso, alimentação de ar em fornos e queimadores industriais, insuflação de ar em filtros rotativos, circulação de vapor, entre outros.

## Taxa volumétrica
O compressor roots apresenta um rendimento não tanto elevado e, além disso, piora com o aumento do regime de voltas. O ar comprimido eleva sua temperatura extraordinariamente.

## Ruídos
Os ruídos transmitidos pelos compressores do tipo roots, não são tanto significativos, no entanto, é inevitável tomarmos algumas precauções quanto a segurança.

## Vida útil, peças de reposição e manutenção
O rendimento mecânico é elevado, porém a principal vantagem destes compressores é sua robustez, o que permite que rodem anos sem nenhum tipo de revisão.